# Пожалов, Сергей Владимирович
Серге́й Влади́мирович Пожа́лов (р. 22 февраля 1961) — советский и российский волейболист, тренер. Старший тренер волейбольного клуба «Енисей» (1999—2000), главный тренер женского волейбольного клуба «Обнинск».

## Биография
В 1968—1978 годах с первого по десятый класс учился в обнинской школе № 6.
Окончил Московский областной государственный институт физической культуры (1978—1982).
В 1983—1985 годах трижды становился чемпионом Калужской области.
С 1986 года играл в сборной Калужской области, которая завоевала путёвку на переигровку за право играть в первой лиге первенства СССР. Позже, после двух выигранных переигровок, сборная Калужской области получила право играть в первенстве СССР.
Неоднократный призёр первенства РСФСР среди юношей, чемпион СССР среди дублирующих команд в составе ВК «Динамо» Московской области. Игрок команды завода «Сигнал» класса «А» РСФСР.
Старший тренер ВК «Енисей» (1999—2000).
Главный тренер женского волейбольного клуба «Обнинск».
Был кандидатом в мастера спорта СССР.

### Семья
- Жена — Наталья Пожалова.

## Известные ученики
- Игорь Россамахин (р. 1980)

### Интервью
- Только вперёд!: Круглый стол с участием Игоря Орешина, Сергея Пожалова, Сергея Ткаченко // Новая среда +. — 25 марта 2009 года. — № 9 (23).

### Статьи
- Сезон завершился // Новая среда +. — 3 мая 2009 года.